# OK Grobničan Čavle (muškarci)
Muška ekipa Odbojkaškog kluba "Grobničan" (OK "Grobničan"; Grobničan Čavle; Grobničan) iz Čavala, općina Čavle, Primorsko-goranska županija, Republika Hrvatska.

## O klubu
OK "Grobničan" je osnovan 1981. godine, kao odbojkaška sekcija Sportskog društva "Grobničan". Rad kluba se bazirao na učenicima OŠ "Čavle" (tada OŠ "Petorica streljanih") te se uključio u natjecanje Općinske lige Rijeka. Članovi kluba su kao sekcija OŠ "Čavle" bili tri puta prvaci Hrvatske. 
 
1988. godine su seniori prvaci Općinske lige Rijeka, te su se plasirali u Hrvatsku ligu - Zapad. 

OK "Grobničan" 1994. godine postaje samostalan klub. 1995. godine formira žensku sekciju, a muška sekcija prestaje s radom 1997. godine, te klub nastavlja djelovati samo za djevojkama. 
 
Kao sljednik OK "Grobničan" može se smatrati MOK "Grobničan", osnovan 2013. godine. 

## Uspjesi
Općinska liga Rijeka
- prvak: 1987./88.

Prvenstvo SR Hrvatske za pionire
- drugoplasirani: 1987./88.

## Poznati igrači
- Darko Antunović[1]

## Unutarnje poveznice
- Čavle
- Čavle
- OK Grobničan Čavle
- MOK Grobničan Čavle

## Vanjske poveznice
- ok-grobnican.hr
- mok-grobnican.hr  Arhivirana inačica izvorne stranice od 27. ožujka 2021. (Wayback Machine)